# Objawienie Pańskie

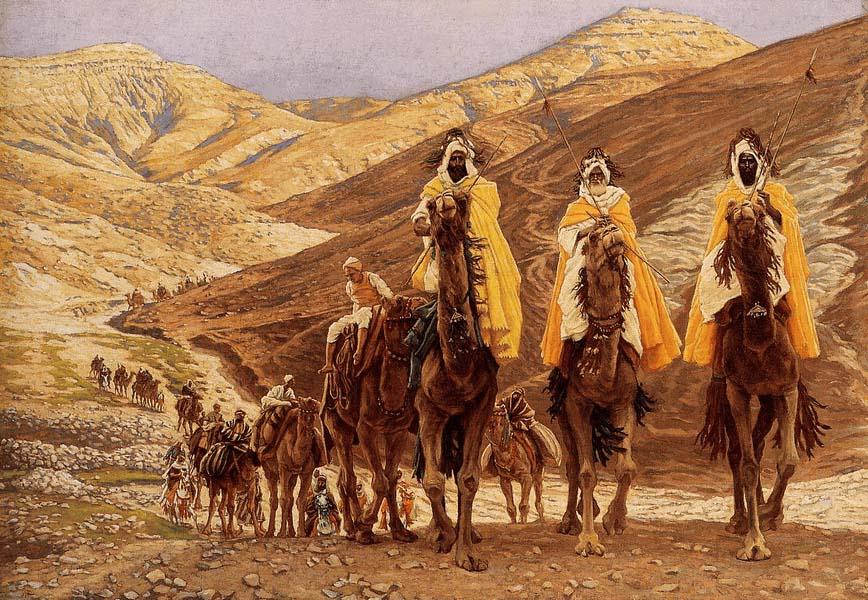
Podróż Magów, James Tissot

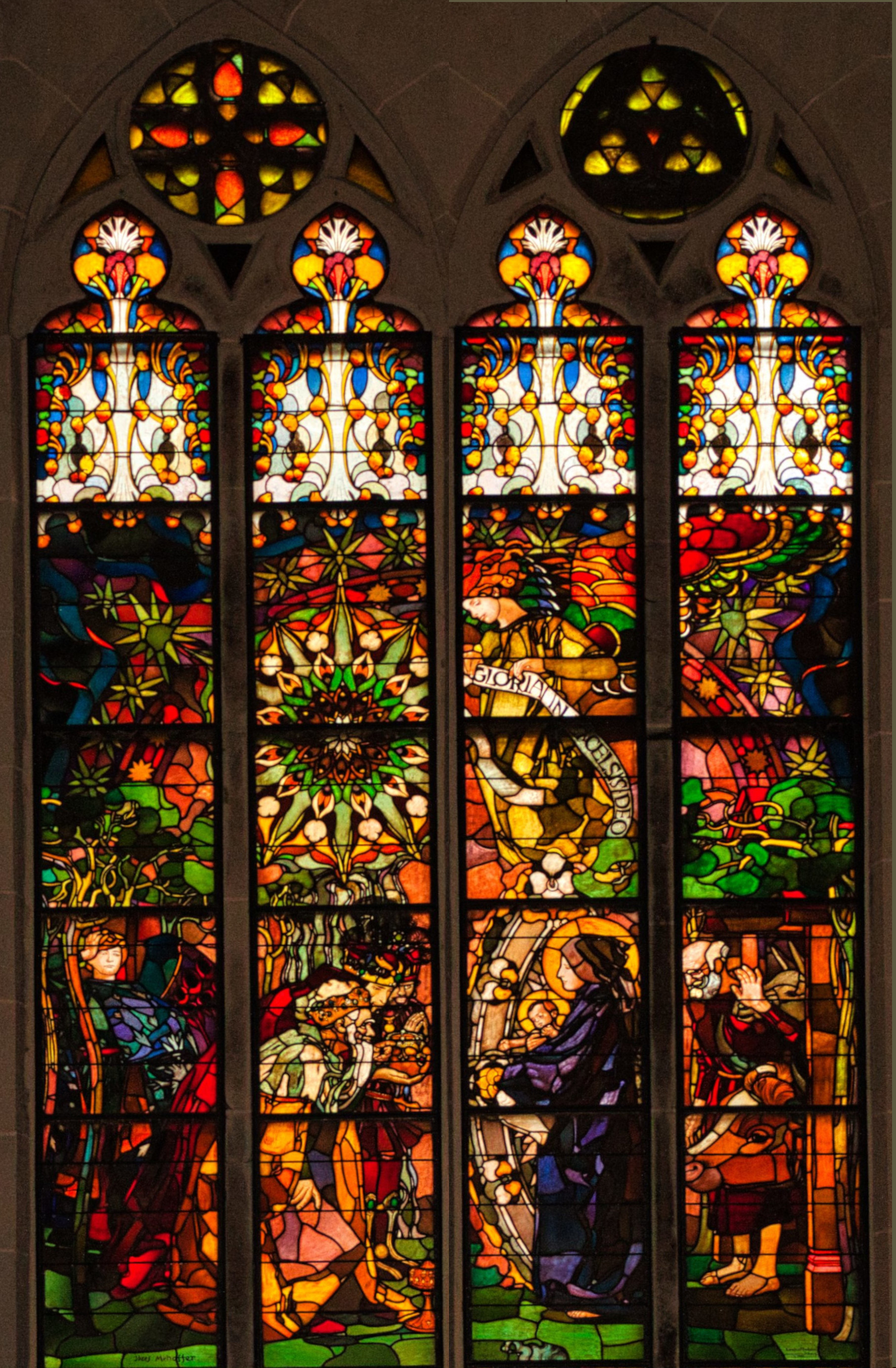
Witraż Epifania (wycinek), 1902-1904, Józef Mehoffer, Katedra św. Mikołaja we Fryburgu

Objawienie Pańskie, Epifania (gr. επιφάνεια epifaneia; objawienie, ukazanie się) – chrześcijańska uroczystość mająca uczcić objawienie się Boga człowiekowi (teofania), obecność Boga w historii człowieka, a także uzdolnienie człowieka do rozumowego poznania Boga. Symbolami święta są: historia opisana w Ewangelii Mateusza, według której Mędrcy ze Wschodu przybyli do Betlejem, aby oddać pokłon Jezusowi, chrzest Chrystusa w Jordanie oraz cud przemienienia wody w wino w Kanie Galilejskiej. W Kościele rzymskokatolickim Objawienie Pańskie jest świętem nakazanym.

## W Biblii
Święto odwołuje się do fragmentu z Ewangelii Mateusza 2,1-12, który opowiada o przybyciu mędrców (gr. magoi /μάγοι/) „gdy Jezus narodził się w Betlejem w Judei za panowania króla Heroda” (BT 2,1). Tradycyjna egzegeza chrześcijańska widzi tu obraz świata pogan zwracających się do Izraela po światło zbawienia. Magowie-mędrcy ze wschodu uosabiają wyznawców sąsiednich religii, którzy szukają i przyjmują Dobrą Nowinę „w mesjańskim świetle gwiazdy Dawida (Por. Lb 24, 17; Ap 22, 16), Tego, który będzie królem narodów (Por. Lb 24, 17-19)”. Sam Jezus później, w czasie swej publicznej działalności nauczał, że poganie „tylko wtedy mogą odkryć i wielbić Go jako Syna Bożego i Zbawiciela świata, gdy zwrócą się do Żydów (Por. J 4, 22) i przyjmą od nich obietnicę mesjańską, która jest zawarta w Starym Testamencie” (KKK 528, por. 711-716). Mędrcy są zapowiedzią odpowiedzi narodów na głoszenie Mesjasza-króla Żydów przez żydowskich Apostołów. Poprzez to głoszenie tworzy się nowa więź z Izraelem, dzięki której narody włączane są do „rodziny patriarchów”.

## Dzień obchodów
Objawienie Pańskie w Kościele katolickim obchodzone jest 6 stycznia, natomiast w Kościele prawosławnym 6 stycznia?/19 stycznia.

### W Polsce
W tradycji polskiej, ale nie tylko, Objawienie Pańskie nazywane jest potocznie świętem Trzech Króli.
W powojennej Polsce było dniem wolnym od pracy do 16 listopada 1960. Zostało zniesione ustawą Sejmu PRL. We wrześniu 2010 rozpoczęto prace legislacyjne nad ponownym przywróceniem dnia wolnego. Odpowiednią ustawę uchwalił Sejm RP przy okazji zmiany Kodeksu pracy. Ustawa została podpisana przez prezydenta Bronisława Komorowskiego 19 listopada 2010 i ogłoszona w Dzienniku Ustaw 26 listopada 2010. 6 stycznia 2011 był pierwszym od 1960 dniem Objawienia Pańskiego wolnym od pracy.
Na podstawie rozporządzenia Ministrów Pracy i Polityki Socjalnej oraz Edukacji Narodowej, opublikowanego w Dzienniku Ustaw, osoby należące do kościołów i związków wyznaniowych innych niż katolickie w celu obchodzenia świąt religijnych niebędących dniami ustawowo wolnymi od pracy mają prawo do zwolnień od pracy lub nauki.

### Na świecie
Święto jest również dniem wolnym od pracy między innymi w trzech landach niemieckich (Badenii-Wirtembergii, Bawarii i Saksonii-Anhalt), w Andorze, Austrii, na Cyprze, w Chorwacji, Dominikanie, Finlandii, Grecji, Hiszpanii, Liechtensteinie, Portoryko, Rumunii, San Marino, Słowacji, Szwecji, Wenezueli i Włoszech.

## Historia święta
Objawienie Pańskie należy do pierwszych świąt, które ustanowił Kościół. We wczesnym chrześcijaństwie dzień ten obchodzony był na Wschodzie jako święto Bożego Narodzenia (w Apostolskim Kościele Ormiańskim jest tak do dzisiaj), a także wspomnienie pokłonu Mędrców, Chrztu Pańskiego i przemiany wody w wino w Kanie Galilejskiej. Było to święto Epifanii, objawienia się Boga całemu światu (Objawienie Pańskie).
W Kościele łacińskim święto to zaczęto obchodzić od końca IV wieku jako święto niezależne od Bożego Narodzenia. Później wydzielono też święto Chrztu Pańskiego na niedzielę po 6 stycznia, a wspomnienie cudu w Kanie na drugą niedzielę zwykłą w roku C. W związku z tym główną treścią święta w liturgii łacińskiej stał się pokłon Mędrców ze Wschodu, chociaż pozostałe aspekty, a więc Chrzest Chrystusa i wesele w Kanie, są także wielokrotnie wspominane w tekstach liturgicznych.

## Symbolika
Według chrześcijan Objawienie Pańskie ma swoją symbolikę: jest pokłonem zarówno części świata pogan, jak i ludzi z różnych warstw społecznych oraz narodowych w ogóle – stąd dużo późniejsze przedstawienie Mędrców (Magów), jako trzech osób, z których jedna jest ciemnoskóra, druga młoda, a trzecia stara, przed Bogiem Wcielonym. Wśród takiej rodziny ludzkiej narodził się Chrystus ze swą zbawczą misją, a ona w swych przedstawicielach przybyła z różnych stron, aby złożyć mu hołd. Dlatego w tradycji chrześcijańskiej jeden z mędrców jest ciemnoskóry (od XIV wieku). Uniwersalność zbawienia, ponad wszelkimi podziałami, zaakcentowana jest poprzez samą nazwę święta i jego wysoką rangę w Kościele powszechnym.

## Katolicyzm
Objawienie Pańskie w Kościele katolickim obrządku łacińskiego ma rangę uroczystości liturgicznej. Treścią święta są trzy wydarzenia, w których Bóg w szczególny sposób objawił się światu w Chrystusie: pokłon Mędrców ze Wschodu, który oddali oni nowo narodzonemu Chrystusowi w Betlejem, chrzest Chrystusa w Jordanie oraz cud w Kanie Galilejskiej. Wśród wielu tekstów liturgicznych kwintesencja treści święta zawiera się w antyfonie do pieśni Maryi z nieszporów: 
„W tym dniu tak świętym trzy cuda wysławiamy: dziś gwiazda przywiodła mędrców do żłóbka; dziś podczas godów woda stała się winem; dziś Chrystus dla naszego zbawienia przyjął od Jana chrzest w Jordanie”.

### Zwyczaje

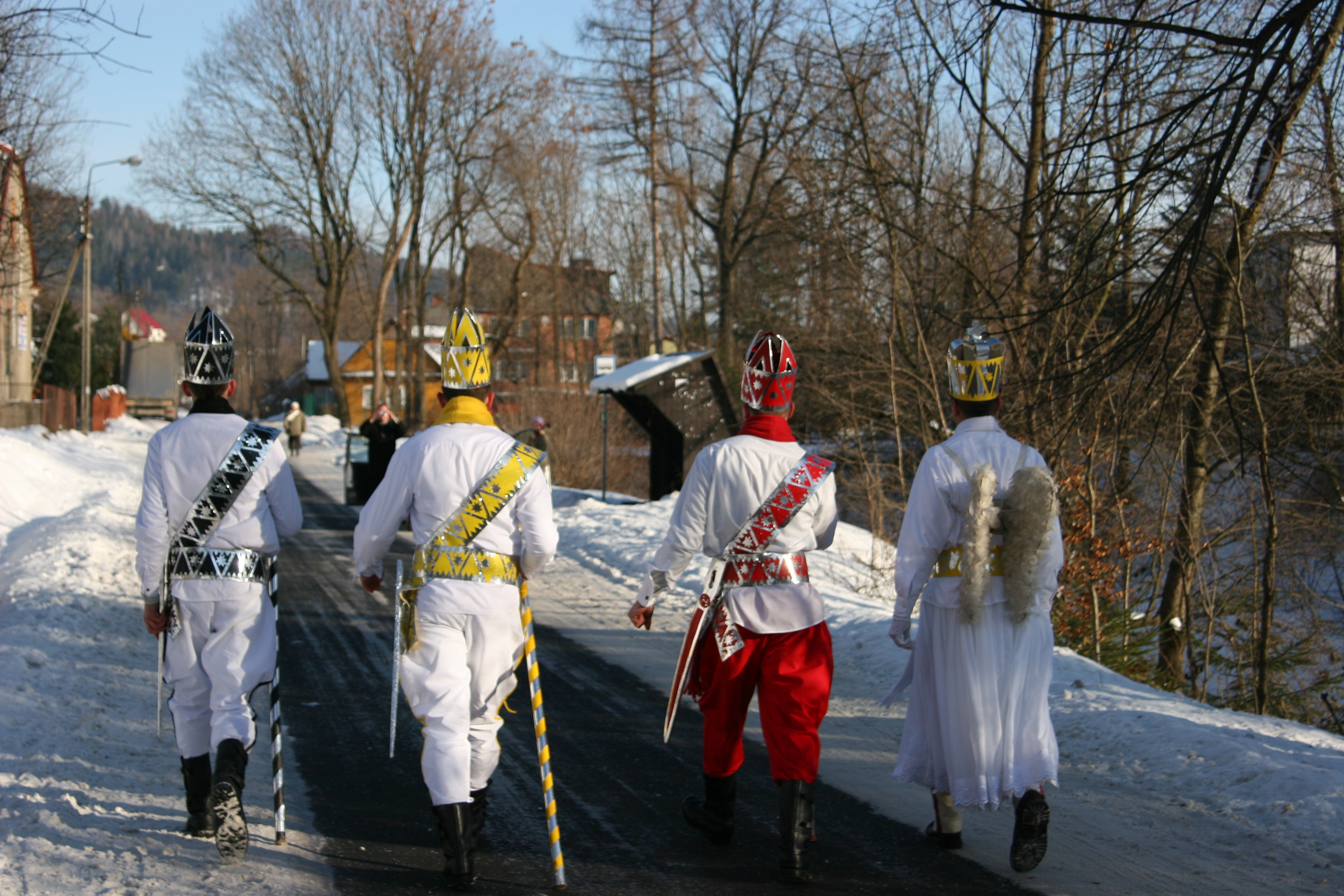
Kolędowanie Trzech Króli w Sopotni Małej na Żywiecczyźnie w 2011

Zwyczaj święcenia tego dnia złota i kadzidła wykształcił się na przełomie wieków XV i XVI wieku. Poświęcanym kadzidłem, którym była żywica z jałowca, okadzano domy i obejście, co miało znaczenie symbolicznego zabezpieczenia go przed chorobami i nieszczęściami. W tym samym celu poświęconym złotem dotykano całej szyi.
Po uroczystym obiedzie podawano ciasto z migdałem. Ten, kto go odnalazł w swoim kawałku, zostawał „królem migdałowym”. Znany był też zwyczaj chodzenia dzieci z gwiazdą, które pukając do domów, otrzymywały rogale, zwane „szczodrakami”. Śpiewano przy tym kolędy o Trzech Królach. Przy kościołach stały stragany, sprzedawano kadzidło i kredę.
Od XVIII wieku upowszechnił się także zwyczaj święcenia kredy, którą zwyczajowo w święto Trzech Króli na drzwiach wejściowych w wielu domach katolickich pisano litery: C†M†B lub K+M+B oraz datę bieżącego roku. Litery te są skrótem od łacińskiego życzenia Christus Mansionem Benedicat (Niech Chrystus błogosławi temu domowi), choć święty Augustyn tłumaczy je jako Christus Multorum Benefactor (Chrystus dobroczyńcą wielu) albo skrótem imion trzech mędrców przekazanych przez legendę średniowieczną: Kacpra, Melchiora i Baltazara. Znana jest także interpretacja skrótu C†M†B jako pierwszych liter łacińskich nazw trzech zbawczych zdarzeń świętowanych w Epifanię: Cogitum – Matrimonium – Baptisma (łac. Poznanie – Wesele – Chrzest).
Dzień ten był również zakończeniem okresu Godów, który rozpoczyna się w pierwszym dniu święta Bożego Narodzenia, a jednocześnie początkiem karnawału. W polskiej tradycji ludowej dzień ten był czasem kolędowania przebierańców, którzy jako Trzej Królowie z towarzyszącymi im innymi postaciami odwiedzali okoliczne domy z życzeniami pomyślności i odtwarzali sceny przybycia do Betlejem. Współcześnie zwyczaj ten funkcjonuje w Sopotni Małej, gdzie kolędowanie trwa aż trzy dni. 

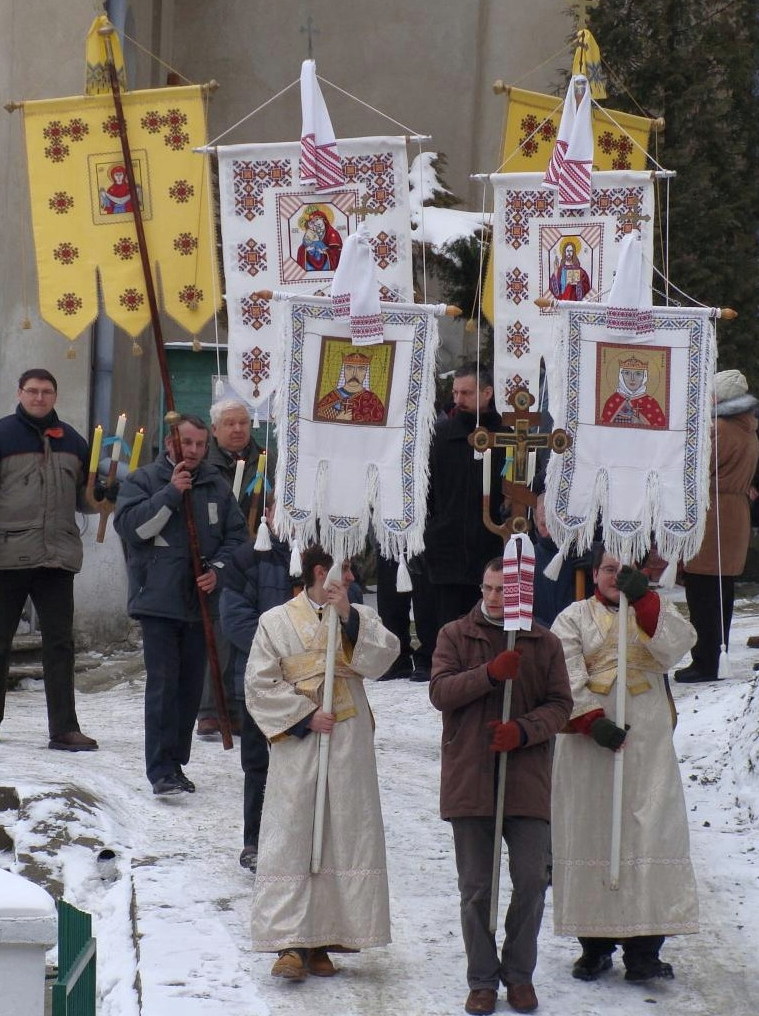
Epifania – powrót diakonów znad rzeki San, Sanok, 19 stycznia 2010

## Prawosławie
Objawienie Pańskie w tradycji prawosławnej znane jest bardziej pod nazwą Epifanii i jest jednym z 12 głównych świąt obchodzonych w roku liturgicznym.
Święto wprowadzono na początku IV wieku na Wschodzie w celu wyparcia popularnego święta narodzin boga Aiona. Prawdopodobnie pod wpływem gnostycyzmu święto epifanii zaczęto uznawać także za pamiątkę chrztu Jezusa w Jordanie.
Epifania łączy objawienie się Boga człowiekowi, Teofanię i pierwsze objawienie się Trójcy Świętej podczas Chrztu Pańskiego. Wyznawcy prawosławia określają potocznie grupę tych świąt, obchodzonych jednego dnia, jako święto Jordanu.

## Luteranie
Objawienie Pańskie w Kościele ewangelicko-augsburskim obchodzone jest 6 stycznia pod nazwą Epifanii.

## Orszak Trzech Króli
W wielu miastach w Polsce uroczystość Objawienia Pańskiego świętowana jest przez Orszak Trzech Króli: uliczne jasełka, połączone ze wspólnym kolędowaniem rodziców i dzieci. W warszawskim Orszaku w 2010 r. uczestniczyło ok. 10 tys. osób. Relacja z największego orszaku w Warszawie była transmitowana w 2011 r. na żywo przez TVP1. Orszaki odbywają się także m.in. w Poznaniu, Krakowie, Gdańsku, Bydgoszczy, Toruniu, Szczecinie i Wrocławiu a także w wielu innych mniejszych miejscowościach. Są organizowane oddolnie przez mieszkańców miejscowości, przy patronacie miejscowych biskupów i władz tych miejscowości.